# Indice de la faim dans le monde

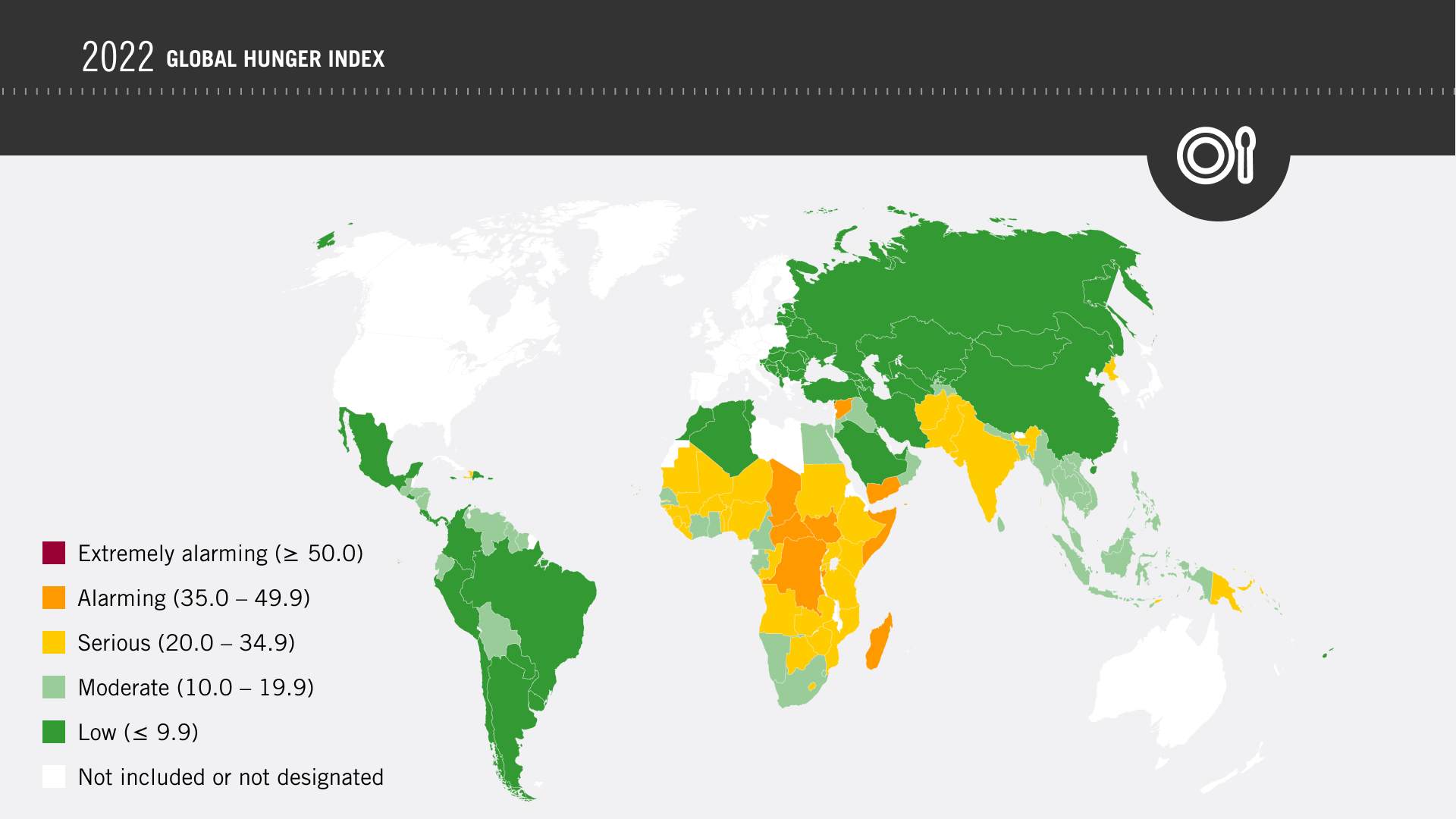
Indice de la faim par pays (données de 2022).

L'Indice de la faim dans le monde (IFM) est un outil statistique multidimensionnel utilisé pour décrire l'état de la faim dans les différents pays du monde.
Cet indice, calculé par l'Institut international de recherche sur les politiques alimentaires (IFPRI), est mis à jour chaque année. Il permet de mesurer les progrès et les échecs de la lutte mondiale contre la faim.
L'indice 2014 a été calculé pour 120 pays en développement et en transition, dont 55 présentent une situation de faim grave ou très grave.
Le mode de calcul de l'indice de la faim dans le monde ne tient pas compte de la malnutrition causée par les carences en micronutriments aussi appelée "faim cachée".Cette forme de faim se retrouvant dans les pays développés. Ainsi une personne de poids normal, en surpoids, voir obèse ne sera pas comptabilisée comme souffrant de faim par l'indice de la faim dans le monde, alors qu'elle peut souffrir de "faim cachée". 
En plus du classement, le rapport annuel sur l'indice de la faim dans le monde met l'accent sur un thème particulier : en 2014, le thème retenu est la « faim invisible », qui désigne une forme de malnutrition caractérisée par des carences en micro-nutriments et qui touche plus de deux milliards de personnes dans le monde.
Les thèmes des années précédentes étaient les suivants : 
- 2010 : Éradiquer la sous-alimentation infantile[6] ;
- 2011 : Maîtriser les chocs et la volatilité excessive des prix alimentaires[7] ;
- 2012 : Assurer une sécurité alimentaire durable dans un monde sous contraintes en eau, en énergie et en terres[8] ;
- 2013 : Construire la résilience pour une sécurité alimentaire et nutritionnelle durable[9].

Outre l'indice de la faim dans le monde, deux autres indices ont été publiés : l'« indice de la faim pour les États de l'Inde » (ISHI, Hunger Index for the States of India) en 2008 et l'« indice de la faim sub-national pour l'Éthiopie » en 2009.

## Mode de calcul de l'indice
L'indice de la faim dans le monde permet de classer les pays sur une échelle de 0 à 100, 0 étant la meilleure note (pas faim) et 100 la pire, mais en pratique ces valeurs extrêmes ne sont jamais atteintes. Plus la note est élevée, et plus la situation alimentaire du pays est mauvaise. Les notes inférieures à 4,9 indiquent un problème de la faim « bas », entre 5 et 9,9 une situation « modérée», entre 10 et 19,9 une situation  « grave », entre 20 et 29,9 une situation « alarmante » et des valeurs supérieures à 30 sont « extrêmement alarmantes ».
L'indice de la faim dans le monde combine trois indicateurs également pondérés :
1. la proportion de la sous-alimentation en pourcentage de la population totale ;
2. la prévalence de l'insuffisance pondérale chez les enfants de moins de cinq ans ;
3. le taux de mortalité des enfants de moins de cinq ans[2].

Les données utilisées pour l'indice 2014 concernent la période 2009-2013 - données les plus récentes disponibles au niveau mondial pour les trois composantes de l'indice. Les données sur la proportion de personnes sous-alimentées proviennent de l'Organisation des Nations unies pour l'alimentation et l'agriculture (FAO) et d'estimations de l'IFPRI.
Les données sur l'insuffisance pondérale des enfants de moins de 5 ans sont collectées auprès de l'UNICEF, de l'Organisation mondiale de la santé, de la Banque mondiale ([www.measuredhs.com MEASURE DHS]), du ministère indien du développement des femmes et des enfants, et comprennent également des estimations propres des auteurs.
Les données sur la mortalité infantile proviennent du Groupe Inter-agence pour l'estimation de la mortalité infantile de l'organisation des Nations unies .